# Euphorbia eleanoriae
Euphorbia eleanoriae es una especie fanerógama perteneciente a la familia de las euforbiáceas.  Es originaria de las Islas Hawái.

## Taxonomía
Euphorbia eleanoriae fue descrita por (D.H.Lorence & W.L.Wagner) Govaerts y publicado en World Checklist & Bibliography of Euphorbiaceae 717. 2000.
Etimología
Euphorbia: nombre genérico que deriva del médico griego del rey Juba II de Mauritania (52 a 50 a. C. - 23), Euphorbus, en su honor – o en alusión a su gran vientre –  ya que usaba médicamente Euphorbia resinifera. En 1753 Carlos Linneo asignó el nombre a todo el género.
eleanoriae: epíteto otorgado en honor de Eleanor Crum (1905-2000), entusiasta de las plantas y benefactora del Jardín Botánico Tropical Nacional.
Sinonimia
- Chamaesyce eleanoriae D.H.Lorence & W.L.Wagner	[7][2]